# Tokyo City Hall Tower II
La City Hall Tower II (東京都庁第二庁舎) est un gratte-ciel construit à Tokyo entre 1988 et 1991 mesurant 163 mètres de hauteur.
Il est situé dans le quartier d'affaires Shinjuku à côté de la tour principale de la Mairie de Tokyo. Il abrite des locaux de la mairie de Tokyo.
La surface de plancher de l'immeuble est de 140 000 m2.
L'immeuble a été conçu par les agences d'architecture Kenzo Tange et Taisei Corporation.